# 美国印度洋-太平洋司令部太空军
美国印度洋-太平洋司令部太空军（英语：United States Space Forces Indo-Pacific，缩写USSPACEFOR-INDOPAC），简称印太司令部太空军，是美国太空军的组成部队一级司令部，以及美国印度洋-太平洋司令部的太空组成部队。

## 历史

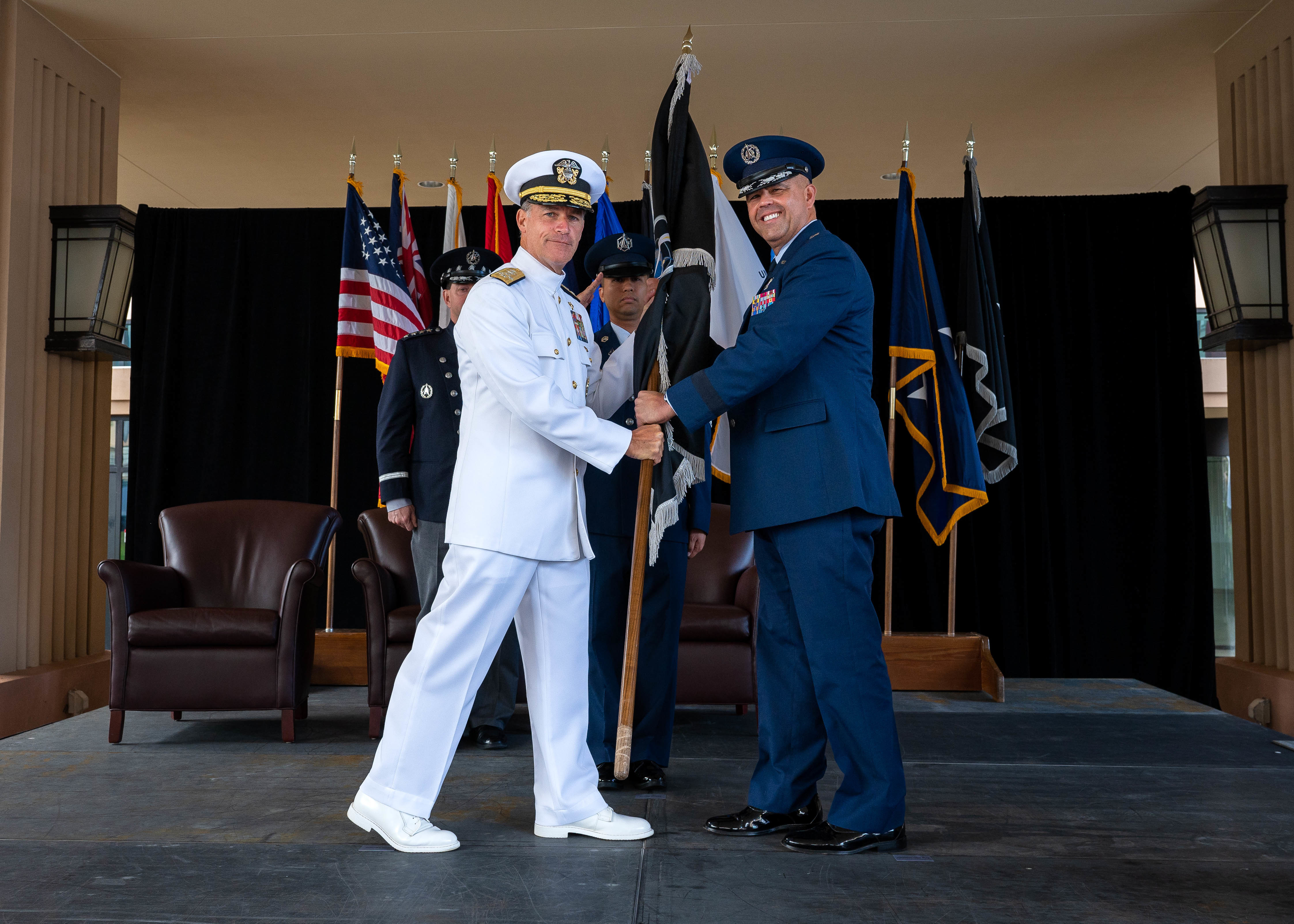
2022年11月22日，阿奎利诺海军上将在印太司令部太空军成立仪式上将军旗交给安东尼·马斯塔利尔太空军准将

印太司令部太空军于2022年11月22日在夏威夷州霍兰·M·史密斯营成立，太空军作战部长钱斯·萨尔茨曼上将和印太司令部司令约翰·C·阿奎利诺上将出席仪式，后者为该部首任司令安东尼·J·马斯塔利尔准将授旗。
印太司令部太空军是美国太空军第二个分配给地理作战司令部的太空组成部队（第一个是分配给美国太空司令部的太空作战司令部），也是第一个位于美国本土之外的太空组成部队。 对此，太空军作战副部长戴维·D·汤普森上将称刻意首先选择印太司令部是为了应对中国的挑战。
美国太空军计划在年底之前再组建两个组成部队一级司令部，分别作为美国中央司令部和驻韩美军的太空组成部队。 其中，美国中央司令部太空军已于12月2日成立。

## 历任指挥官
| 任次 | 肖像 | 姓名                                    | 军衔 | 就任时间       | 卸任时间 |
| ---- | ---- | --------------------------------------- | ---- | -------------- | -------- |
| 1    |      | 安东尼·J·马斯塔利尔 Anthony J. Mastalir | 准将 | 2022年11月22日 | 现任     |